# Bezalel Academy of Arts and Design

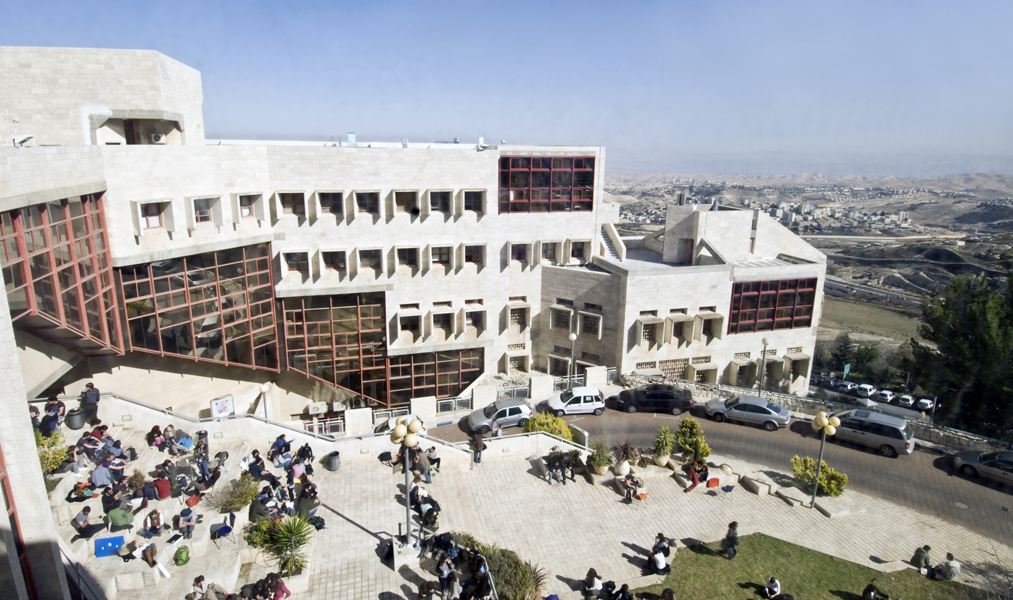
Neues Bezalel-Gebäude mit Totem Meer im Hintergrund, 2009

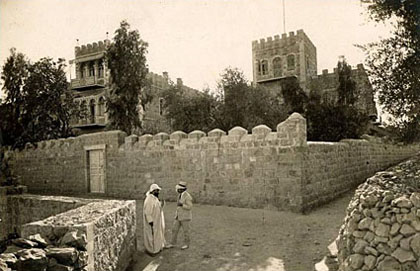
Schatz (li., in Weiß) und Maler Lachowski vorm Bezalel-Gebäude, 1913

Die Bezalʾel-Akademie für Kunst und Design (hebräisch בְּצַלְאֵל, אֲקָדֶּמְיָה לְאָמָּנוּת וְעִצּוּב Bəzalʾel – Aqademjah lə-Ommanūt wə-ʿIzzūv, englisch Bezalʾel Academy of Arts and Design, Plene auch עיצוב) ist eine staatliche Kunst- und Designhochschule in Jerusalem mit etwa 2.116 Studenten (Stand: Studienjahr 2013/2014).

## Geschichte
Die Kunstgewerbeschule Bezalʾel (בְּצַלְאֵל, בֵּית מִדְרָשׁ לְאָמָּנוּת וְלִמְלָאכוֹת-אָמָּנוּת Bəzalʾel – Bejt Midrasch lə-Ommanūt wə-li-Mlāchōt–Ommanūt, deutsch ‚Bezalʾel-Lehrhaus für Kunst und [die] Gewerbe der Kunst‘), wie der Name bis 1934 lautete, entsprang einer Idee von Boris Schatz von 1903, für deren Realisierung er Hirsch Hildesheimer, Ephraim Moses Lilien, Franz Oppenheimer, Selig Eugen Soskin, Hermann Struck und Otto Warburg gewann, die durch ihren gemeinsamen Aufruf in der Berliner Zeitschrift Altneuland die mentale und finanzielle Unterstützung fanden, die Hochschule schließlich zu gründen.
Schatz war 1896 bis 1900 Mitglied und Zeichenlehrer der bulgarischen Akademie der Künste in Sofia. Am 7. Zionistenkongress 1905 in Basel wurde sein Vorschlag angenommen. Er eröffnete darauf am 1. März 1906 die Kunstgewerbeschule im damals noch osmanischen Jerusalem und benannte sie nach dem alttestamentlichen Bezalel, der laut Ex 31,1ff.  und 35,30ff.  den göttlichen Auftrag zum Bau der Stiftshütte erhalten hatte (sozusagen der erste biblische Architekt und Designer). Zu Anfang bestand die Akademie aus zwei Abteilungen, die eine beschäftigte sich mit Kunst, die andere mit Kunsthandwerk. Gut erhaltene Beispiele des kunsthandwerklichen Schaffens sind die Bezalel-Fliesen im Kaminzimmer des Beit Bialik in Tel Aviv.
Nach Station als Mieterin im Hause Taytu Betuls (im Rechov Schaʾul Adler) erwarb der Jüdische Nationalfonds zu Köln 1907 Effendi Abu Schaqirs Wohnhaus, erbaut in den 1880er Jahren, in der Straße Rechov Schmuʾel ha-Nagid 12 als Domizil für die Kunstgewerbeschule Bezalʾel, die den Bau 1909 bezog. Schon am 19. Mai 1908 war der Umbau abgeschlossen, wozu Bezalʾel eine Übernahmefeier im Beisein des Jerusalemer Mutesarrifen Ali Ekrem Bolayır, Edward C. Blech (britischer Generalkonsul), Edmund Schmidt (deutscher Konsul), Alexei Kruglow (russischer Konsul) abhielt.:39 Heute nutzt das Jerusalemer Künstlerhaus בֵּית הָאַמָּנִים (Bejt ha-Ammanīm, deutsch ‚Haus der Künstler‘) den Bau.
Nach dem Beginn der Flucht vieler deutscher Künstler ins Heilige Land im Zuge der Fünften ʿAlijah wurde die Hochschule programmatisch umgestaltet und firmierte ab 1935 als Neue Bezalʾel-Schule für Handwerk und für Kunst (בֵּית הַסֵּפֶר בְּצַלְאֵל הֶחָדָשׁ לְאֻמָּנוּת וּלְאָמָּנוּת Bejt ha-Sefer Bəzalʾel he-Chadasch lə-Ummanūt ū-lə-Ommanūt, englisch [New] Bezalʾel School of Arts & Crafts), wobei der Zusatz Neue dann 1955 fortfiel. Seit 1969 führt die Hochschule den jetzigen Namen.
Die Akademie ist heute die größte Design- und Kunsthochschule im Nahen Osten. Seit 1986 sind ihre meisten Fakultäten auf dem neuen Campus auf dem Berge Skopus oberhalb der Hebräischen Universität Jerusalem untergebracht.
Die Akademie bildet in folgenden Studiengängen aus: Bildende Kunst, Visuelle Kommunikation, Fotografie, Industriedesign, Schmuckdesign, Architektur, Keramik und Glas, Animation, Film sowie Kunstgeschichte und -theorie. Sie bietet in verschiedenen Studiengängen Master-Studiengänge an, wie das Master’s Program in Fine Arts in Zusammenarbeit mit der Hebräischen Universität.

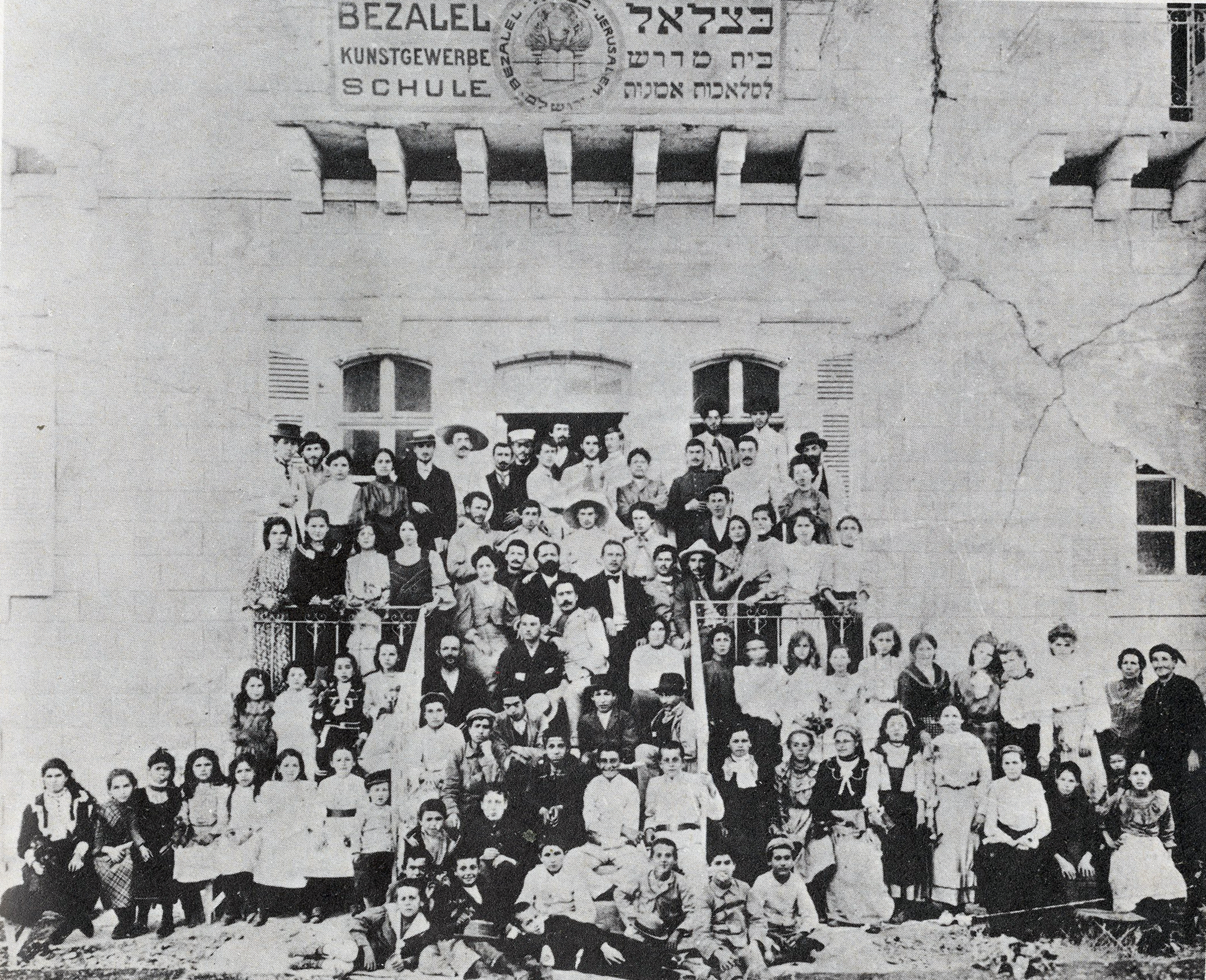
Schüler und Lehrer der Kunstgewerbeschule Bezalʾel des Jahres 1907, noch zur Miete im Jerusalemer Hause Taytu Betuls

## Bekannte Schüler
- Shy Abady (geb. 1965)
- Jaʿaqov Agam (geb. 1928)
- Nir Alon (geb. 1964)
- Ruth Arion (1912–1998)
- Arie Aroch (1908–1974)
- Asaf Avidan (geb. 1980)
- Jehuda Bacon (geb. 1929)
- Irit Batsry (geb. 1957)
- Jochanan Ben-Jaʿacov (1913–2003)
- Naftali Bezem (1924–2018)
- Noʿam Braslavsky (geb. 1961)
- Dani Gal (geb. 1975)
- David Gerstein (geb. 1944)
- Michael Gitlin (geb. 1943)
- Itshak Holtz (1925–2018)
- Halina Jaworski (geb. 1952)
- Dov Karmi (1905–1962)
- Mosche Kastel (1909–1991)
- Rutu Modan (geb. 1966)
- Michal Rovner (geb. 1957)
- Gretty Rubinstein (1947–2001)
- Osama Said (geb. 1957)
- Esther Schalev-Gerz (geb. 1948)
- Friedel Stern (1917–2006)
- Hermann Zvi Szajer (geb. 1948)
- Nomi Talisman (geb. 1966)
- Micha Ullman (geb. 1939)